# Luitré-Dompierre
Luitré-Dompierre ist eine französische Gemeinde mit 1.844 Einwohnern (Stand: 1. Januar 2022) im Département Ille-et-Vilaine in der Region Bretagne. Sie gehört zum Arrondissement Fougères-Vitré und zuM Kantonen Fougères-2. 
Sie entstand als Commune nouvelle mit Wirkung vom 1. Januar 2019 durch die Zusammenlegung der bisherigen Gemeinden Luitré und Dompierre-du-Chemin, die in der neuen Gemeinde den Status einer Commune déléguée haben. Der Verwaltungssitz befindet sich im Ort Luitré.

## Gliederung
| Ortsteil                 | ehemaliger INSEE-Code | Fläche (km²) | Einwohnerzahl zum 1. Januar 2022 |
| ------------------------ | --------------------- | ------------ | -------------------------------- |
| Dompierre-du-Chemin00    | 35100                 | 09,68        | .0555                            |
| Luitré (Verwaltungssitz) | 35163                 | 29,15        | 1.289                            |

## Geographie
Die Gemeinde liegt rund zehn Kilometer südöstlich von Fougères an der Grenze zum benachbarten Département Mayenne. Die Flüsse Cantache und Couesnon durchqueren das Gemeindegebiet in ihrem Oberlauf.
Nachbargemeinden sind:
- La Selle-en-Luitré im Norden,
- La Chapelle-Fleurigné im Nordosten,
- Saint-Pierre-des-Landes im Osten,
- Juvigné im Südosten,
- Princé und Châtillon-en-Vendelais im Süden,
- Parcé im Westen und
- Javené im Nordwesten.